# Vincent-Marie Viénot de Vaublanc
Vincent-Marie Viénot de Vaublanc (francès: Vincent-Marie Viénot, Count of Vaublanc)  (Fort Liberte, 2 de març de 1756 - París, 21 d'agost de 1845) fou un polític i escriptor francès, catòlic i de tendència reialista.
La seva carrera política el portà a donar suport successivament Lluís XVI, Barras, Napoleó, el comte d'Artois (futur Carles X de França i finalment Lluís XVIII). Proscrit i buscat quatre vegades pels diferents règims polítics francesos, mai arrestat, sempre aconseguí un retorn i un restabliment del seu estatut. Amb una carrera llarga i agitada, fou successivament diputat monàrquic (pel Calvados) durant la Revolució Francesa i el Directori, proscrit en el temps de la Terror, prefecte de Napoleó, ministre de l'interior amb Lluís XVIII de França i, en acabant la seva vida política, diputat ultrareialista. Fou notablement conegut per l'eloqüència fogosa dels seus discursos i la seva controvertida reorganització de l'Acadèmia francesa el 1816, com a ministre de l'interior.
Vaublanc formà part d'aquells personatges secundaris que marcaren aquell període de la història de França. Home d'ordre amb caràcter ferm, defensor moderat de les "evolucions" de 1789, va finir la seva vida política sota la Restauració, en una posició extremista i contrarevolucionària.

## Biografia
Originari d'una família noble de Borgonya, va ser el fill gran del major Vivant-François Viénot de Vaublanc, comandant del Fort Saint-Louis a Fort-Dauphin. Nasqué i cresqué a Saint-Domingue, i no fou fins que tingué set anys que posà el peu a la França europea. Un cop acabats els estudis militars a l'École de cadets de La Flèche i a l'ÉCOLE MILITAIRE de París de 1770 a 1774, el comte de Provença, el futur Lluís XVIII el condecorà amb l'orde de Saint-Lazare abans d'acabar l'escola.
Entrà com a sotstinent al regiment del Sarre, propietat del duc de La Rochefoucault i del qual el seu oncle era tinent coronel. Entre els anys 1776 i 1782 s'establí a Metz, Rouen i Lilla. Més tard obtingué un permís de servei per anar a Santo Domingo, on es feu càrrec del negoci familiar. Allà es casà amb Charlotte de Fontenelle, amb qui tingué una filla. Quan tornà a França comprà el títol de lloctinent dels mariscals de França (en aquest cas és un títol de propietari i cultivador) a Dammarie-les-Lys prop de Melun.
Gràcies a l'esmentat títol, que consistia a conciliar els gentilhomes en cas de disputa, conegué un bon nombre d'aristòcrates de la regió. Així mateix, es dedicà a l'agricultura, les lletres i les arts.

## Trajectòria política durant la Revolució Francesa

###### Convocatòria dels Estats Generals francesos (1789-1791)
Seduït per les noves idees de la Revolució Francesa, estudià política i esdevingué membre de la noblesa de bailliage de Melun l'any 1789. L'escolliren secretari de l'assemblea, sota la presidència de Louis-Marthe de Gouy d'Arsy, gran batlle de Melun, i del qual també n'era membre el mariner i explorador Bougainville. Aquesta assemblea tenia com a funció principal escriure un llibre de queixes al Rei, així com nomenar un diputat per l'Estat General. Recolzà la candidatura de Fréteau de Saint Just, elegit diputat de la noblesa pel batlle de Melun, i que més tard esdevingué membre de l'Assemblea constituent de 1789.
L'any 1790, cridaren Vaublanc a funcions com a membre de l'Assemblea, i més tard esdevingué president del "Consell Departamental", conegut també sota el nom de Consell General de França. Aquest càrrec li donava dret a presidir el directori administratiu del departament.

###### Perdent terreny davant els jacobins sota l'Assemblea Legislativa (1791)
Després de la dissolució de l'Assemblea Constituent, els col·legis electorals es van tornar a reunir per escollir nous diputats. Vaublanc va ser elegit president del de Seine-et-Marne. L'1 de setembre de 1791, va ser elegit diputat de Seine-et-Marne a l'Assemblea Legislativa, el vuitè d'onze, per 273 vots de 345. Va ser un dels pocs que va tenir experiència política, sobretot en la qüestió de les Antilles, en una assemblea formada essencialment per polítics novells. Fidels a les seves promeses, no s'havia admès cap antic membre de l'Assemblea Constituent.

###### Líder del Club des Feuillants (1791–1792)

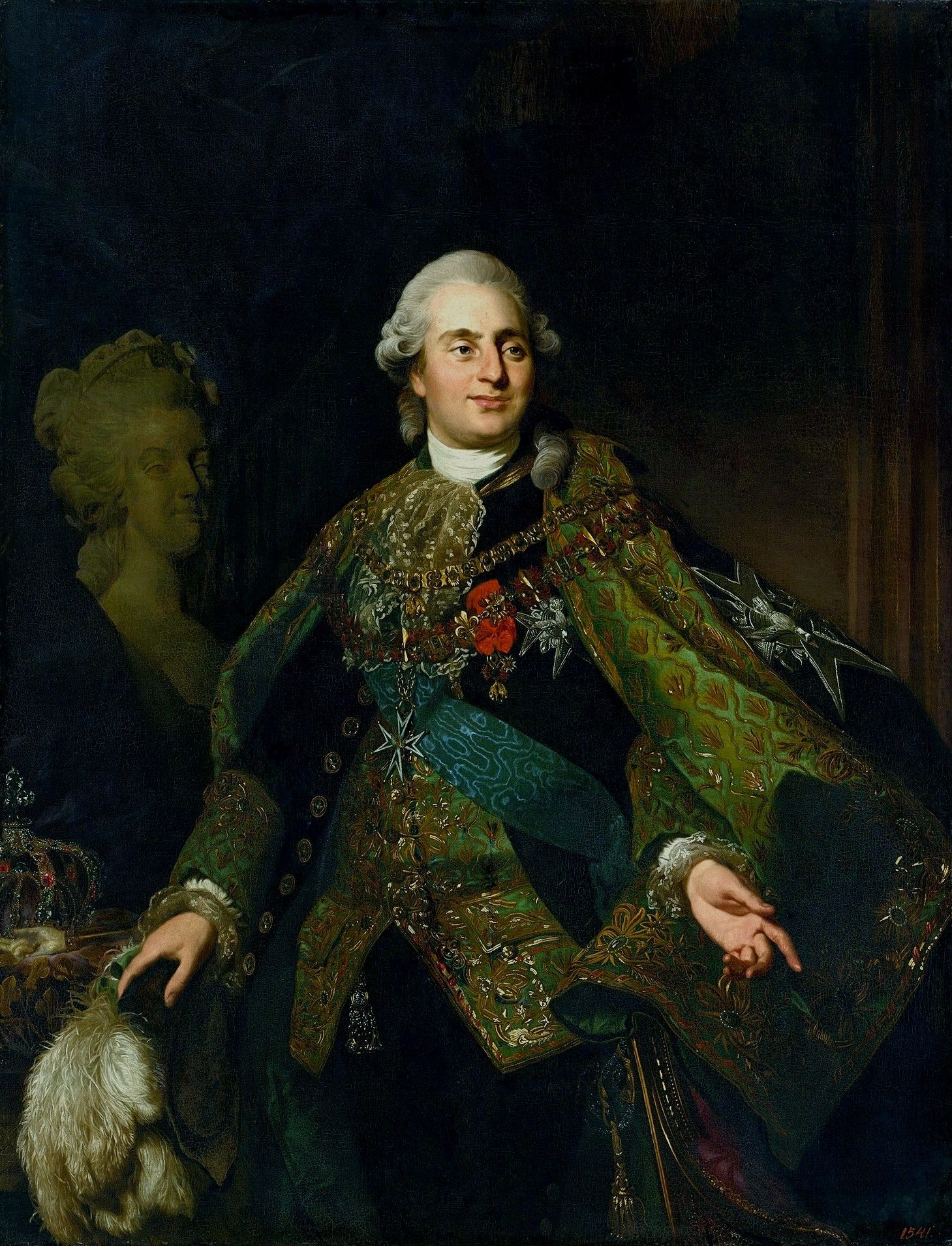
Lluís XVI

A partir d'aquest moment va prendre el nom de Viénot-Vaublanc, que va mantenir fins a la fi del Primer Imperi l'any 1814.
Des del mateix moment de la seva aparició, es va fer notar pronunciant un discurs que denunciava les condicions humiliants en què Lluís XVI havia de ser rebut per l'Assemblea l'endemà. Arran d'aquestes declaracions, va ser elegit president del 15 de novembre al 28 de novembre de 1791 per l'assemblea, la majoria dels quals eren reialistes.
El 29 de novembre, Vaublanc va rebre l'encàrrec d'elaborar un missatge al rei demanant-li que retirés el seu veto al decret del 9 de novembre, decret destinat a frenar les emigracions massives (aleshores incentivades pels sacerdots i la noblesa) amenaçant represàlies contra els prínceps alemanys que seguien oferint refugi als exèrcits dels nobles francesos (com els del comte d'Artois i del príncep de Condé). L'assemblea va quedar tan satisfeta de la seva feina que li van demanar que la llegés personalment al Rei. Lluís XVI va respondre que tindria en compte seriosament la petició i, diversos dies després, va anunciar personalment la seva decisió sobre l'assumpte.
En aquesta ocasió Vaublanc es va fer un nom comunicant a l'assemblea "que el Rei havia fet la primera reverència, i només havia retornat el gest". L'anècdota revela el canvi de les forces constitucionals: el poder legislatiu, encarnat a l'Assemblea Legislativa, era clarament ascendent sobre l'executiu, encarnat en Lluís XVI, que ara no era més que el "rei dels francesos" o roi des français.

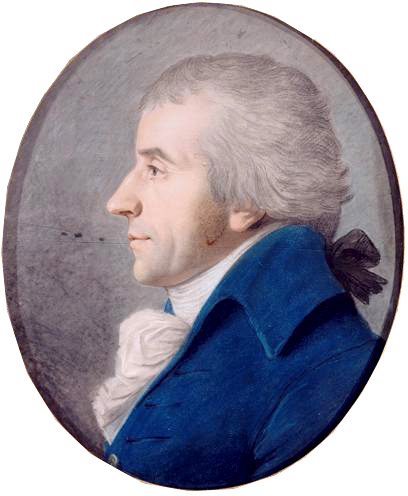
Brissot

Vaublanc ara va fer costat als monàrquics constitucionals i es va unir als Amis de la Constitution (anomenat Club des Feuillants) amb 263 companys més dels 745 diputats. Es va convertir en una de les seves figures principals, juntament amb Jacques Claude Beugnot, Mathieu Dumas i Jaucourt, després de la marxa de Barnave i C. Lameth. S'oposava enèrgicament als governs revolucionaris i es caracteritzava per la seva lleialtat al rei, la seva oposició a les mesures repressives contra els sacerdots rebels i a les lleis de confiscació dels béns dels emigrats, i la seva denúncia de les massacres d'Avinyó. El debat es va fer cada cop més extrem. La multitud que assistia a aquests debats li cridava sovint (com ho va fer a Charles de Lacretelle) "À la lanterne!" Nicolas de Condorcet, el seu col·lega hostil a l'Assemblea Legislativa l'any 1791, va dir d'ell: "Hi ha, en totes les reunions, aquests sorollosos oradors de cap d'aire, que produeixen un gran efecte a través de la repetició constant d'inanitats redundants". Brissot, un dels caps girondins de l'Assemblea Legislativa, el va batejar com el xef des bicaméristes.

###### La caiguda de la monarquia (1792)
El 1792, va defensar el comte de Rochambeau davant l'Assemblea i va obtenir la seva absolució. Seguint la majoria de l'Assemblea que pretenia abolir l'esclavitud a les Antilles, no obstant això, en un discurs del 20 de març, va apuntar a aquells abolicionistes de línia dura com Brissot que poc sabien de la vida a les colònies i dels riscos de la guerra civil donada la diversitat de ètnies i conflictes socials a Saint-Domingue. Va donar suport a la llei del 4 d'abril de 1792 que atorgava la ciutadania a tots els "homes de color i negres lliures". En la reunió del 10 d'abril, es va declarar a favor de l'abolició progressiva del tràfic d'esclaus a totes les colònies, seguint l'exemple de Dinamarca i la Gran Bretanya.
El 3 de maig de 1792 va donar suport a la proposta de Beugnot que va provocar un decret acusatori de Marat i de l'abat Royou, i el 8 de maig, a l'Assemblea, es va dirigir als jacobins en aquests termes: "Vostè vol, senyors, salvar la Constitució. ; i tanmateix, no pots fer-ho sense vèncer faccions i facciós, sense deixar de banda tot allò que no sigui l'estat de dret, sense morir amb la Llei i per la Llei, i declaro que no seré l'últim que ho farà. morir amb vosaltres, per veure'l conservat; creieu-ho, senyors...»
El 18 de juny va ser elegit membre de la Commission des douze (Comitè dels Dotze), creat per Marat per examinar l'Estat de França i proposar mitjans per preservar la Constitució, la llibertat i l'Imperi. Va presentar la seva dimissió el 30 de juliol.

###### La defensa de La Fayette

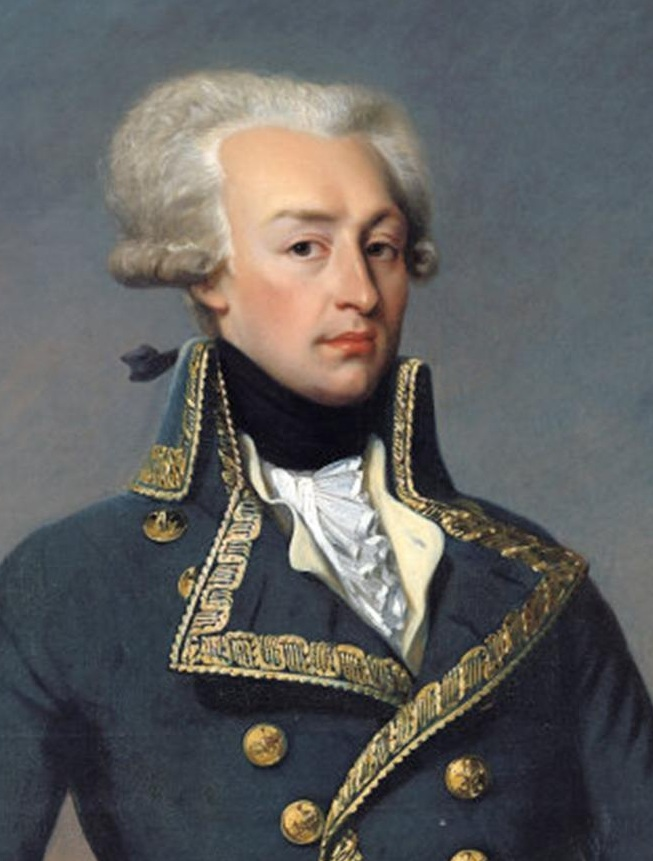
La Fayette

Després dels fets del 20 de juny de 1792, La Fayette va arribar a París el 28 de juny, amb l'esperança de convèncer el rei de marxar per encapçalar els exèrcits reunits al nord. Al capdavant de la Guàrdia Nacional, va intentar tancar els clubs polítics, però el seu intent va fracassar, en part per la negativa de l'Audiència a donar-li suport. En reacció a això, l'ala esquerra de l'Assemblea va decidir acusar Lafayette de traïció.
El 8 d'agost de 1792, incòmode i commocionat pel curs dels esdeveniments, Vaublanc pronuncià un discurs davant l'Assemblea, en el qual defensava, amb vigor i valentia, contra l'animada oposició dels jacobins que dominaven l'Assemblea i de l'home de al carrer, el general La Fayette, que va ser acusat d'infringir la Constitució. Més tard va afirmar haver aconseguit (amb l'ajuda de Quatremère de Quincy) reunir 200 diputats indecisos a la seva posició. La Fayette va ser absolt, per 406 vots de 630.
A la sortida, Vaublanc i una trentena de diputats més van ser amenaçats, insultats i embullats per la multitud hostil que havia assistit al debat. Fins i tot alguns diputats es van refugiar a la sala de guàrdies del Palau Reial, sortint posteriorment per les finestres. Hippolyte Taine va escriure: "Després que el principal defensor de La Fayette, M. de Vaublanc, hagués estat assaltat tres vegades, va prendre la precaució de no tornar immediatament a casa; però la gentada va assetjar la seva casa, cridant que vuitanta ciutadans havien de morir per les seves mans., i que fos el primer; dotze homes van pujar al seu apartament, el van saquejar i van continuar l'escorcoll a les cases veïnes, amb l'esperança que els membres de la seva família no poguessin ser capturats ell mateix; se li va informar que si tornava al seu domicili seria sacrificat”.
En conseqüència, el 9 d'agost, Vaublanc va demanar l'eliminació dels fédérés i marseillais. La petició va ser rebutjada per la majoria de l'Assemblea.
El 10 d'agost de 1792, el dia que va marcar la caiguda de l'Assemblea Legislativa i la Monarquia a mans de la Comuna de París, va presenciar des del seu carruatge l'enderrocament de l'estàtua de Lluís XIV a l'actual plaça Vendôme. Va ordenar a l'Assemblea que abandonés París cap a Roan, reialista, per escapar de les pressions revolucionàries, i va evitar un intent d'assassinat quan va ser salvat per poc d'un sabre tallat per un jove oficial de geni, el capità Louis Bertrand de Sivray, que havia de fer-se un nom. per ell mateix com a general.
Va ser un dels testimonis presencials de l'arribada de la Família Reial que, després de la Marxa al Palau de les Teuleries, es va posar sota la protecció de l'Assemblea Legislativa a la Place du Carrousel. L'incident es descriu a les seves memòries.

###### Dia 10 d'agost de 1792
Article principal: Comuna de París (Revolució Francesa)
Durant la jornada del 10 d'agost de 1792, que va marcar l'enderrocament del règim de l'Assemblea Legislativa per part de la comuna insurreccional de París i la fi de la monarquia, va presenciar des del seu carruatge l'enderrocament de l'estàtua de Lluís XIV del lloc actual. Vendome. Va instar l'Assemblea a marxar de París cap a Rouen (aleshores reialista) per fugir de la pressió revolucionària; va escapar d'un intent d'assassinat, salvat per poc del sabre d'un jove oficial d'enginyeria, el capità Louis Bertrand de Sivray, futur general de l'Imperi Bertrand.
És un dels testimonis presencials de l'arribada de la família reial que va anar a refugiar-se de les Tulleries assetjades per posar-se sota la protecció de l'Assemblea Legislativa, que després descriu a les seves Memòries.

###### Exiliat durant la Convenció i el Regnat del Terror (1792–1795)

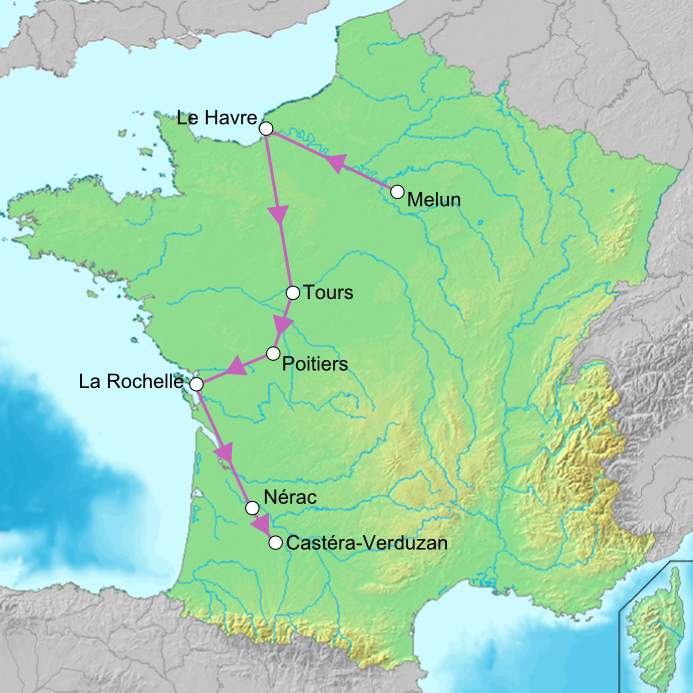
Moviments de Vincent-Marie Viénot de Vaublanc sota el terror, és a dir, sortida de Melun cap a Le Havre després de Le Havre a Tours, Tours a Poitiers, Poitiers a La Rochelle, La Rochelle a Nérac prop de Bordeus, i finalment de Nérac a Castéra -Verduzan a el departament del Gers.

El segon volum de les seves memòries ofereix una visió de l'atmosfera general de l'època del Terror, tal com va sentir un reialista aristocràtic, que correva el risc de ser detingut en qualsevol moment i acabar a la bastida, i tanmateix obligat a viatjar enrere i endavant pel territori de la flamant República Francesa.
El 10 d'agost al vespre es va veure obligat a refugiar-se a casa d'Armand-Gaston Camus, arxiver de l'Assemblea. Uns dies més tard es va traslladar a l'hotel Strasbourg, al carrer Neuve Saint Eustache. El 3 de setembre de 1792, en sentir una commoció al pati, es va creure traït; però en realitat va ser el pas d'una gentada que brandava el cap de la princesa de Lamballe sobre un pal.
Els recentment establerts Comitès de Seguretat Pública i Vigilància de la Convenció van emetre una ordre per la qual el declara il·legal i col·locat a la llista de proscrits per la municipalitat de París. Aquest decret el va obligar a abandonar la ciutat i refugiar-se primer a Normandia, on va trobar la seva família, després a la seva casa de camp de Bélombres prop de Melun. Va viure allà com a reclus durant diversos mesos. S'assabenta sobretot que el diari Gorsas l'acusa com els altres d'haver "rebut 300.000 francs de la reina per organitzar la contrarevolució a la Provença" i que "la va veure en secret".
La llei dels sospitosos es vota el 17 de setembre de 1793. El seu nom hi apareix. Un destacament revolucionari ve a escorcollar casa seva la qual cosa el porta a "córrer les carreteres" sol a peu, dirigint-se a l'atzar. Vaga d'alberg en hostal, descriu especialment la seva angoixa de ser denunciat quan arriba a una ciutat i que ha de tenir el passaport segellat pel comitè de vigilància local.
Durant el judici de la reina Maria Antonieta, els dies 14 i 16 d'octubre de 1793, el seu nom va aparèixer en un document d'acusació amb el de François de Jaucourt.
Va escollir dirigir-se cap al sud de França i Bordeus, va canviar de direcció després d'assabentar-se de la ferotge repressió que hi havia dut a terme Jean-Lambert Tallien, el representant de la Convenció i, per tant, dels riscos que comportava. Passa notablement per Poitiers i La Rochelle on es va quedar un mes. Volent fugir del risc d'ingressar a la guàrdia nacional, on s'hauria arriscat a ser reconegut, va fer veure que estava malalt i li van prescriure un tractament balneari a Castéra-Verduzan, al Gers. Per evitar despertar sospita sobre la seva suposada malaltia, es punxa regularment les genives per reproduir els símptomes de l'"escorbut incurable". Va ser en aquesta ciutat on es va assabentar de la caiguda de Robespierre el 9 de la Caiguda de Robespierre (27 de juliol de 1794). No obstant això, va haver d'esperar quatre mesos més per tornar a París fins que la seva família va obtenir l'aixecament de la seva ordre de proscripció.